# Henrik Axelson
Henrik Albert Axelson, född den 28 augusti 1856 i Stockholm, död där den 25 augusti 1925, var en svensk företagsledare och politiker.
Axelson genomgick handelsskola och utbildade sig på handelskontor i Sverige och utlandet 1874–1884. Han var svensk handelsagent i Spanien 1884–1885 och anställd hos Lovén & Co. 1885–1905, direktör för Transportbolaget 1906–1909 samt direktör för Kåbergs nya tapetfabrik 1909–1917. Axelson var även ordförande i Sveriges kontoristförening 1888–1902, stadsfullmäktig i Stockholm 1904–1910 och 1912–1918. Han var därjämte handelskunnig ledamot av rådhusrätten 1907–1925 samt sakkunnig i flera kommittéer och författare i ekonomiska ämnen i den konservativa dagspressen. Axelson är gravsatt på Norra begravningsplatsen utanför Stockholm.